# Snap (Pferd)
Snap (* 1750; † Juli 1777) war ein Englischer Vollblut-Hengst. Als Rennpferd gewann er alle vier seiner Rennen. Als Deckhengst war er mehrfach Champion der Vaterpferde in England und Irland. Zu seinen bekanntesten Söhnen gehört der in Rennen ebenfalls ungeschlagen gebliebene Goldfinder.

## Abstammung
Über seinen Vater Snip geht Snap auf drei wesentliche Gründungsväter des Englischen Vollbluts zurück. Byerley Turk gehörte 1688 zur Beute, die nach der Schlacht bei Buda dem türkischen Heer abgenommen wurde. Anschließend diente er seinem neuen Besitzer und Namensgeber, Colonel Robert Byerley, als Kavalleriepferd und kam im Krieg König Wilhelms III. von England gegen Jakob II. in Irland zum Einsatz. Spätestens ab 1701 stand der Hengst zur Zucht in den Gestüten von Colonel Byerley. Der circa 1690 geborene Curwen’s Bay Barb war ursprünglich ein Geschenk des marokkanischen Königs Mulai Ismail an den französischen König Ludwig XIV. gewesen. Der Hengst stieß am französischen Hof auf wenig Begeisterung und wurde verkauft. Darley Arabian, auf den Snap in direkter väterlicher Linie zurückgeht, war 1704 von dem Kaufmann Thomas Darley aus Syrien exportiert wurden und war auf dem Landsitz Aldby Park, Buttercrambe von der Darley-Familie als Deckhengst eingesetzt worden. Alle drei Hengste gehören zu den rund 200 Hengsten aus Nordafrika, der Levante oder der Türkei, die in den sechs Jahrzehnten nach 1650 nach England gelangten. Cream Cheeks wiederum stammt ebenfalls ausschließlich von solchen importierten Pferden ab. Auf der mütterlichen Seite ist der Anteil von Vorfahren aus dem südlichen beziehungsweise südöstlichen Mittelmeerraum ebenfalls hoch.

## Rennpferd
Snap lief sein erstes Rennen im Frühjahr 1756 in Newmarket, einem unweit von London gelegenen Ort, der für seine Pferderennen berühmt ist. Er schlug bei diesem ersten Rennen Marske, ein Nachkommen von Flying Childers Vollbruder Bleeding Childers, und gewann die für damalige Verhältnisse hohe Summe von 1000 Guinee. Das Match Race gegen Marske wurde im darauf folgenden Frühjahr wiederholt und Marske, von dem das Ausnahmepferd Eclipse abstammt, unterlag erneut. Gewinnsumme war wiederum 1000 Guinee. In einem Rennen in York, dem einzigen Rennen, das er nicht in Newmarket lief, schlug er die Hengste Farmer und Music. Sein viertes und letztes Rennen, das er gleichfalls gewann, lief er im April 1757.

## Deckhengst
Nach seinem letzten Rennen wurde Snap nach Kenton, Newcastle upon Thyne gebracht, wo er seinen gerade verstorbenen Vater Snip als Deckhengst ablöste. Er war in den Jahren 1767, 1768, 1769 sowie 1771 Champion der Vaterpferde in England und Irland. Dabei wird für jeden Deckhengst die Gewinnsumme seiner Söhne und Töchter im zurückliegenden Jahr ermittelt. Es zählen Preisgelder, welche die Söhne und Töchter in Flachrennen in England und Irland gewonnen haben. Zu seinen erfolgreichsten Nachkommen zählen die Hengste Latham’s Spann und der ungeschlagen gebliebene Goldfinder. Unter seinen Nachfahren findet sich auch der Deckhengst Sir Peter Teazle, der zehnmal das Championat der britischen Vaterpferde gewann.

## Pedigree
| Vater Snip 1736         | Flying Childers 1714 | Darley Arabian 1700 | unbekannt             |
| Vater Snip 1736         | Flying Childers 1714 | Darley Arabian 1700 | unbekannt             |
| Vater Snip 1736         | Flying Childers 1714 | Betty Leedes        | Old Careless          |
| Vater Snip 1736         | Flying Childers 1714 | Betty Leedes        | Cream Cheeks          |
| Vater Snip 1736         | Sister to Soreheels  | Basto 1703          | Byerley Turk          |
| Vater Snip 1736         | Sister to Soreheels  | Basto 1703          | Bay Peg               |
| Vater Snip 1736         | Sister to Soreheels  | Sister to Mixbury   | Curwen’s Bay Barb     |
| Vater Snip 1736         | Sister to Soreheels  | Sister to Mixbury   | Curwen Spot mare      |
| Mutter Sister to Slipby | Fox 1714             | Clumsey c.1700      | Hautboy               |
| Mutter Sister to Slipby | Fox 1714             | Clumsey c.1700      | Miss Darcy’s Pet mare |
| Mutter Sister to Slipby | Fox 1714             | Bay Peg             | Leedes Arabian        |
| Mutter Sister to Slipby | Fox 1714             | Bay Peg             | Young Bald Peg        |
| Mutter Sister to Slipby | Gipsey 1725          | Bay Bolton 1705     | Grey Hautboy          |
| Mutter Sister to Slipby | Gipsey 1725          | Bay Bolton 1705     | Makeless mare         |
| Mutter Sister to Slipby | Gipsey 1725          | Newcastle Turk mare | Newcastle Turk        |
| Mutter Sister to Slipby | Gipsey 1725          | Newcastle Turk mare | Taffolet Barb mare    |

## Einzelbelege
1. ↑  McGrath: Mr. Darley’s Arabian. Kapitel The cross strains now in being are without end, E-Book Position 583.
2. 1 2   Geschichte des Englischen Vollbluts, hier zur Stute Old Morocco Mare, die die Mutterstute von Cream Cheeks ist. Aufgerufen am 22. September 2017
3. ↑  Theo Taunton: Famous horses. Sampson Low, Marston, 1901.
4. 1 2  William Pick, R. Johnson: The Turf Register. A. Bartholoman, High-Ousegate, 1803.